# Der Rabe (Poe)

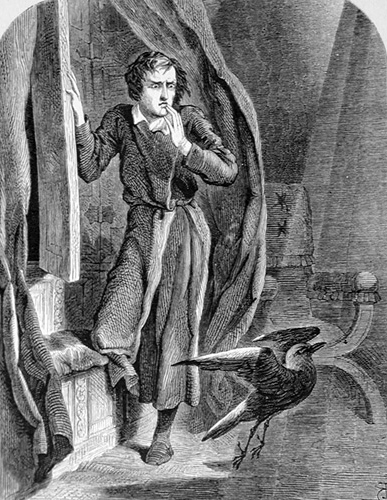
Der Rabe, illustriert von John Tenniel

Der Rabe (im englischen Original The Raven) ist ein erzählendes Gedicht des US-amerikanischen Schriftstellers Edgar Allan Poe. Es wurde zum ersten Mal am 29. Januar 1845 in der New Yorker Zeitung Evening Mirror veröffentlicht und schildert in 108 Versen (18 Strophen) den mysteriösen, mitternächtlichen Besuch eines Raben bei einem Verzweifelten, dessen Geliebte verstorben ist. Es ist eines der bekanntesten US-amerikanischen Gedichte.

## Inhalt

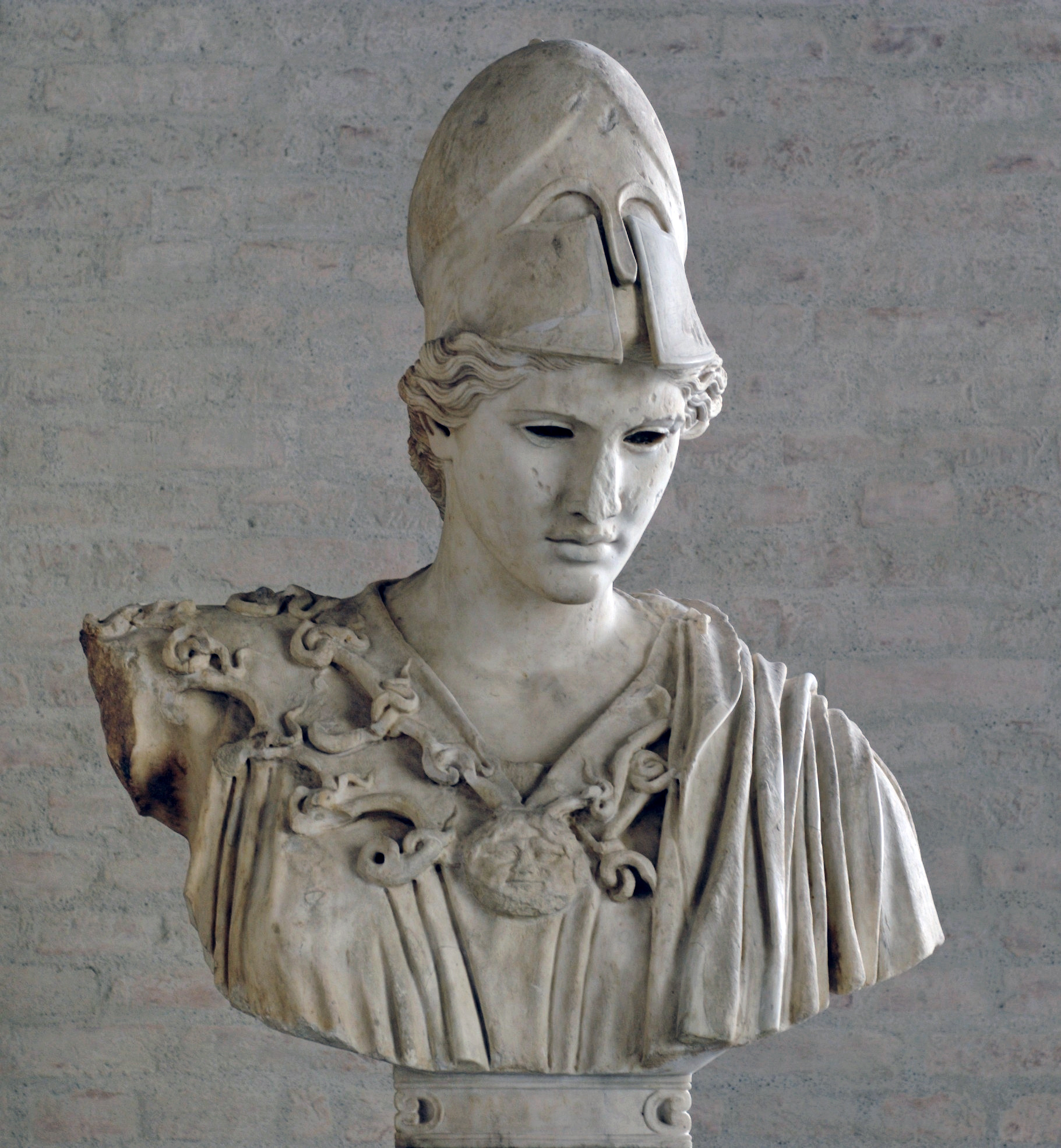
Büste von Pallas Athene

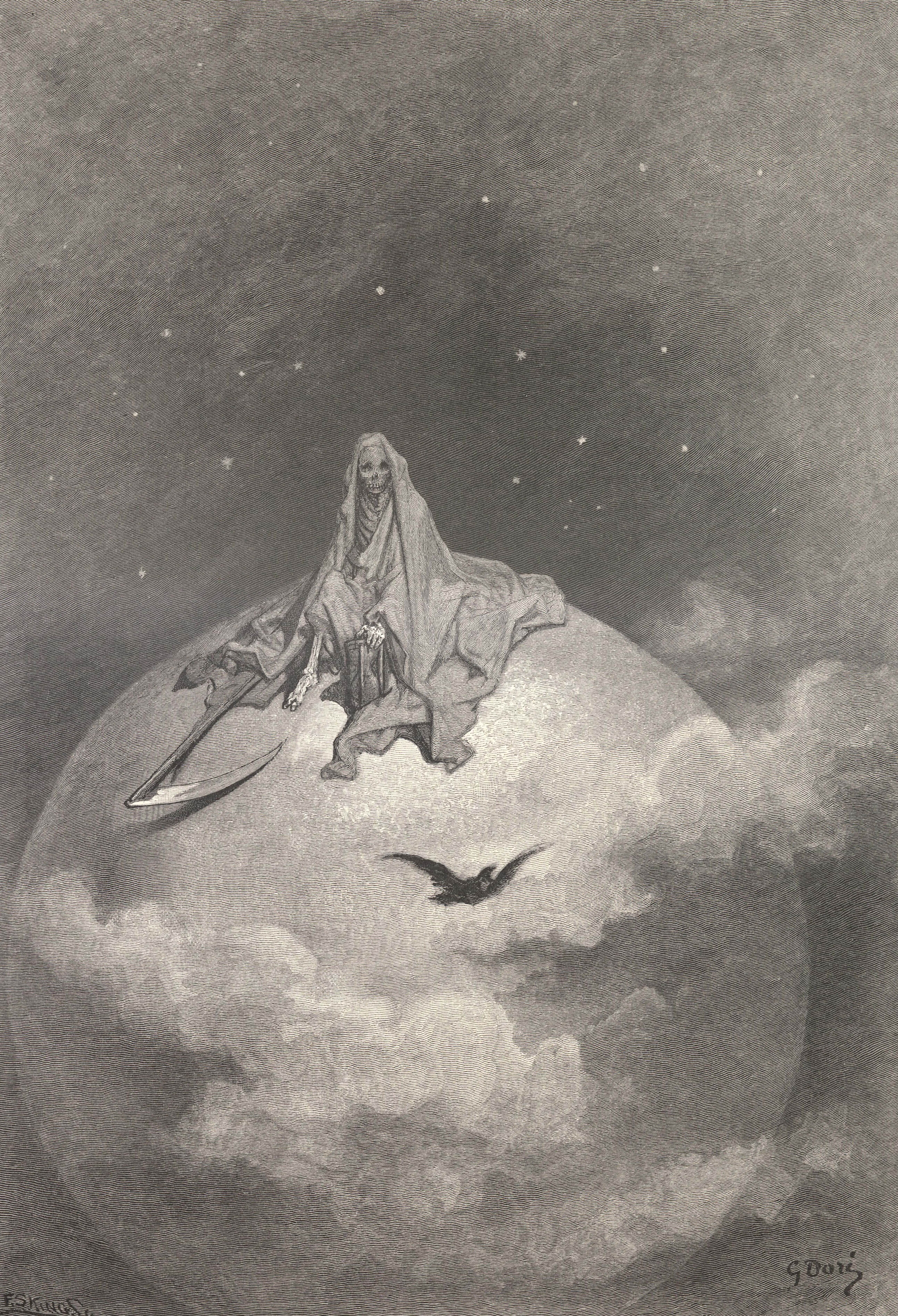
Gustave Doré illustrierte Der Rabe

Der lyrische Erzähler des Gedichtes hört, als er eines Nachts beim Lesen dem Schlaf schon nahe ist, ein sanftes Klopfen an der Tür. Vom Tod seiner Geliebten Lenore tief betroffen, hat er Trost in der Lektüre seltsamer, möglicherweise okkulter Bücher gesucht, welche seine ohnehin gereizten Nerven weiter angespannt haben. So beschleunigen das Verglimmen des Kaminfeuers und das Rascheln der Gardinen seinen Herzschlag; um sich zu beruhigen, sagt er sich selbst, dass das Klopfen nur von einem späten Besucher stammte. Doch als er die Tür öffnet und dort niemand ist, wecken der Verlust seiner Geliebten sowie die seltsamen Lektüren die irrationale Hoffnung in ihm, dass das Klopfen von Lenore sein könnte. Als er ins Zimmer zurückkehrt, klopft es erneut, diesmal am Fenster. Er öffnet es und ein stattlicher Rabe fliegt durchs Fenster in den Raum und setzt sich auf die Büste von Pallas Athene.
Der Erzähler fragt den Raben nach seinem Namen, doch der Vogel krächzt nun „Nimmermehr“ (original Nevermore), worauf der Mann zu ergründen versucht, unter welchen Umständen der Rabe dieses Wort erlernt hat und was er damit meinen könnte. Auf die zu sich selbst gemurmelte Aufforderung, Lenore zu vergessen, antwortet der Rabe ungefragt auf ein Neues „Nimmermehr“. Das erregt den Erzähler, und er stellt dem Raben weitere Fragen: Ob es für seine Seele Linderung gebe und ob er Lenore im Himmel treffen werde. Beides beantwortet der Rabe mit „Nimmermehr“. Vollkommen außer sich fordert da der Mann den Raben auf, ihn zu verlassen, doch wiederum antwortet der Rabe in gewohnter Manier und verlässt die Büste nicht. Das Gedicht endet damit, dass der Erzähler beziehungsweise seine Seele in dem Schatten liegt, den der Rabe auf den Boden wirft, und von dort nimmermehr aufsteigen wird.

## Entstehungs- und Editionsgeschichte

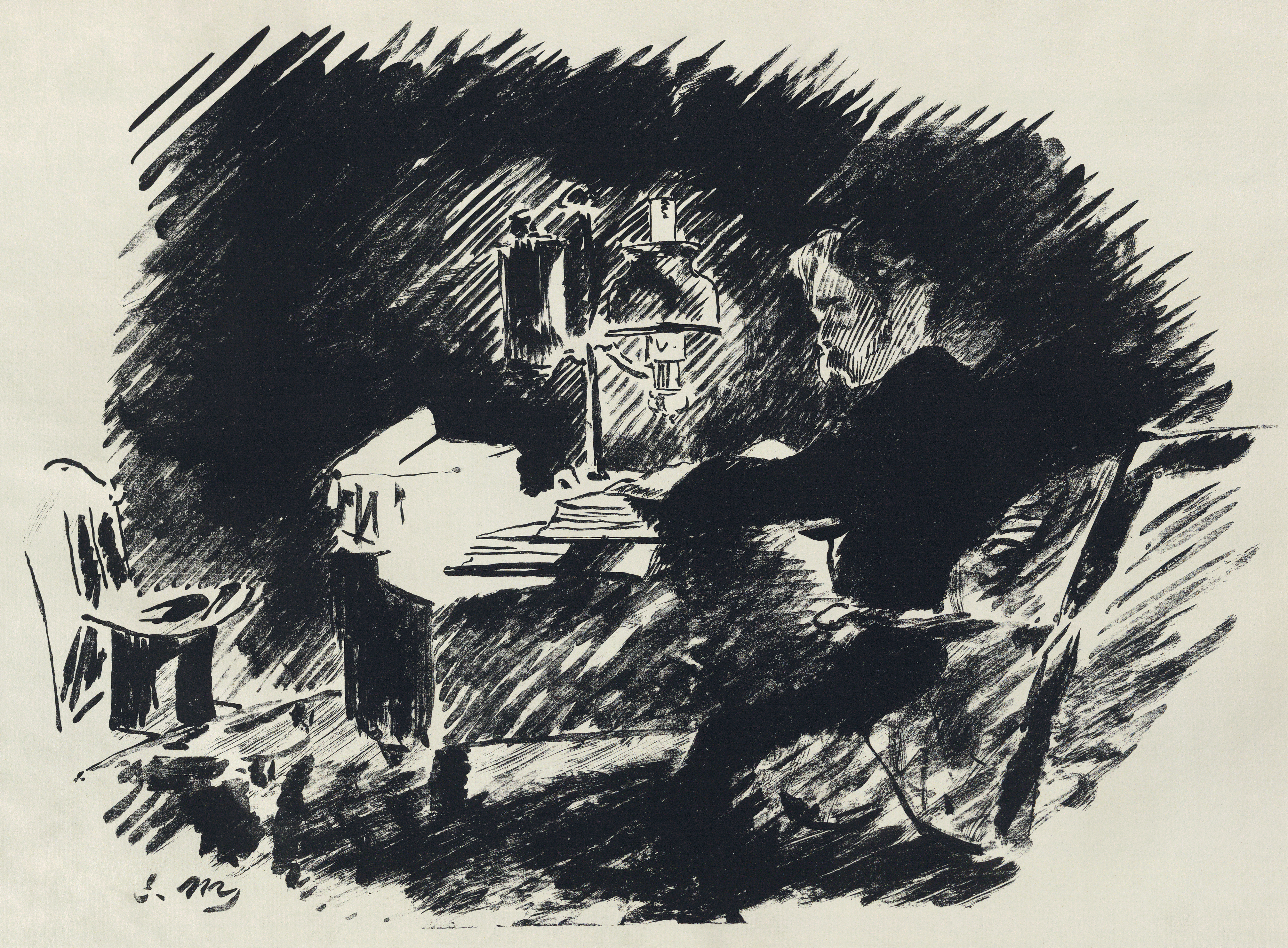
Illustration der Anfangszeilen von Édouard Manet, 1875

Poe kannte nachweislich Charles Dickens’ Roman Barnaby Rudge, in dem der Rabe des verwirrten Barnaby das Wort „Nobody“ sprechen kann, Horace Smiths Roman Zillah, in dem ein Schausteller Kunststücke mit einem Raben aufführt, und Elizabeth Barrett Brownings Gedicht Lady Geraldine’s Courtship mit dem folgenden Refrain: “Ever, evermore the while in a slow silence she kept smiling.” Der Name der verlorenen Geliebten bei Poe, Lenore, ist eine Anspielung auf die damals auch international noch immer berühmte Schauerballade Lenore von Gottfried August Bürger aus dem Jahr 1774.
Es sind keine weiteren Fassungen von Poes Gedicht erhalten, so dass die Entstehung nur durch Poes eigene Aussagen dazu nachvollzogen werden kann. Er habe, mit Unterbrechungen, zehn Jahre lang daran gearbeitet und so sei Der Rabe aus einem ursprünglich geplanten kurzen Gedicht über eine Eule entstanden. Insbesondere in The Philosophy of Composition (Die Philosophie der Komposition) legt Poe, wenn auch zeitlich gerafft, den Arbeitsprozess am Gedicht dar und betont dabei die planvolle oder sogar mathematische Komposition, die nichts dem Zufall überlassen sollte. Darin betont er auch, welche Bedeutung der Rabe für ihn eigentlich hat, nämlich als „Sinnbild trauervoller und nie endender Erinnerung“.
Es wird vermutet, dass die letzte Fassung 1844 entstand. Poe bot sie Graham’s Magazine in Philadelphia zur Veröffentlichung an, welches jedoch ablehnte. Die American Review in New York erwarb das Gedicht für ihr Februarheft im Jahr 1845, wo es unter dem Pseudonym Quarles erschien, einer Anspielung auf den englischen Dichter und Emblematiker Francis Quarles. Der Evening Mirror bekam die Erlaubnis für eine Veröffentlichung bereits am 29. Januar. Beide versahen das Gedicht mit einer anerkennenden Vorbemerkung. Noch im selben Jahr wurde Der Rabe in zahlreichen weiteren Zeitungen und Zeitschriften abgedruckt und erschien im November 1845 titelgebend in Poes Gedichtband The Raven and Other Poems.

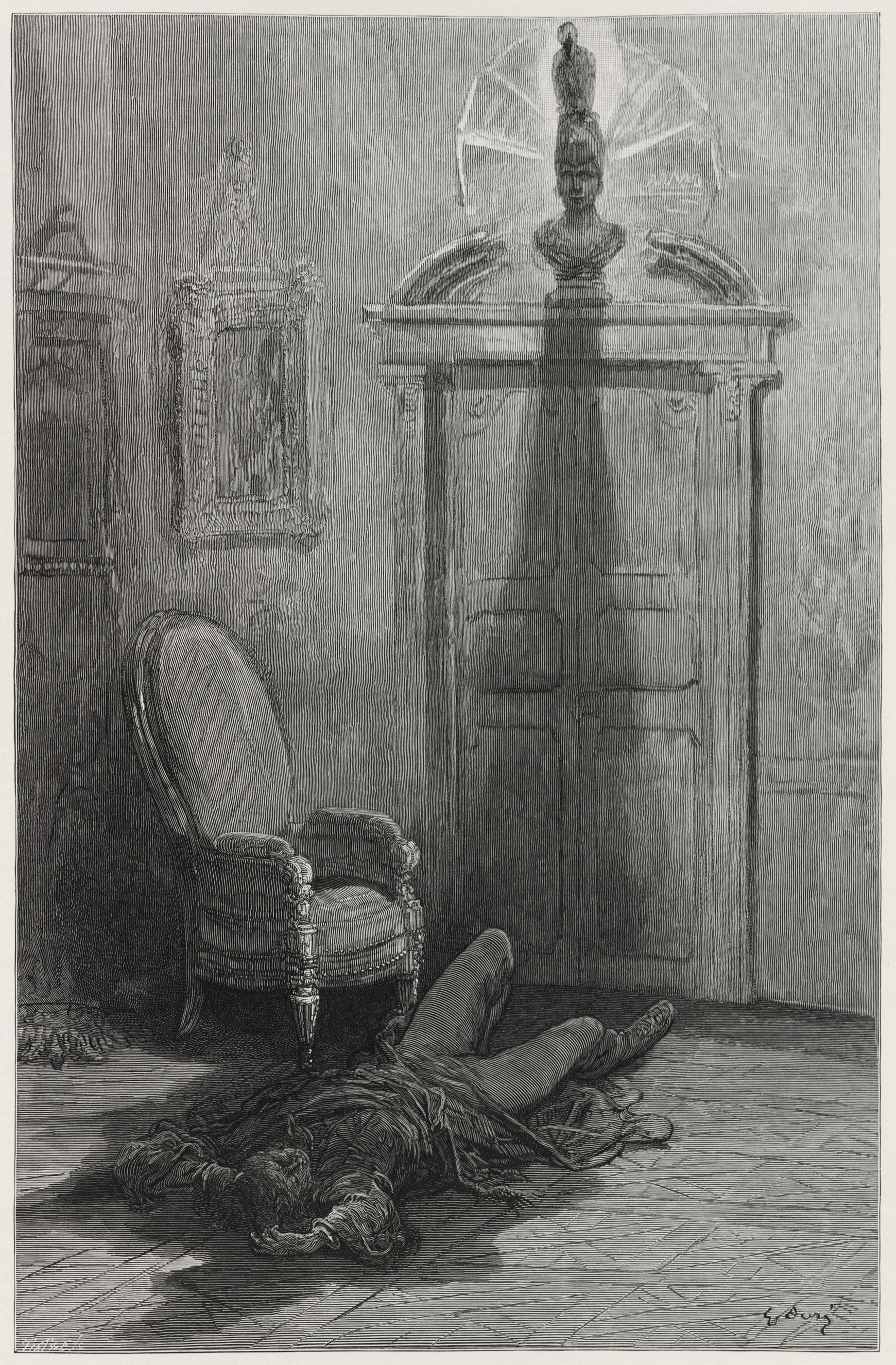
Illustration der Schlusszeilen von Gustave Doré, 1884

Seitdem ist The Raven vielfach anthologisiert worden. Spätere Abdrucke wurden häufig mit Illustrationen bekannter Künstler oder Illustratoren versehen. So enthielt beispielsweise die Ausgabe in der 1866 und 1871 im Londoner Sampson Low Verlag erschienenen Anthologie The Poetical Works of Edgar Allan Poe: With Original Memoir verschiedene Illustrationen von John Tenniel, bekannt vor allem durch seine Illustrationen zu Alice im Wunderland. Eine Ausgabe des Gedichts im New Yorker Harper & Brothers Verlag wurde 1884 mit Holzschnitten des französischen Malers und Grafikers Gustave Doré illustriert, die dieser noch vor seinem Tode fertigstellte. 1875 erschien unter dem Titel Le Corbeau eine Übertragung ins Französische durch Stéphane Mallarmé, die neben dem Originaltext verschiedene Lithografien von Édouard Manet zur Illustration des Gedichts enthielt. Auch im 20. Jahrhundert lieferte The Raven die Grundlage für eine Vielzahl weiterer Grafiken, Zeichnungen oder Illustrationen, beispielsweise von Edmund Dulac oder István Orosz oder Horst Janssen (E.A. Poe - "never more").

## Übersetzungen

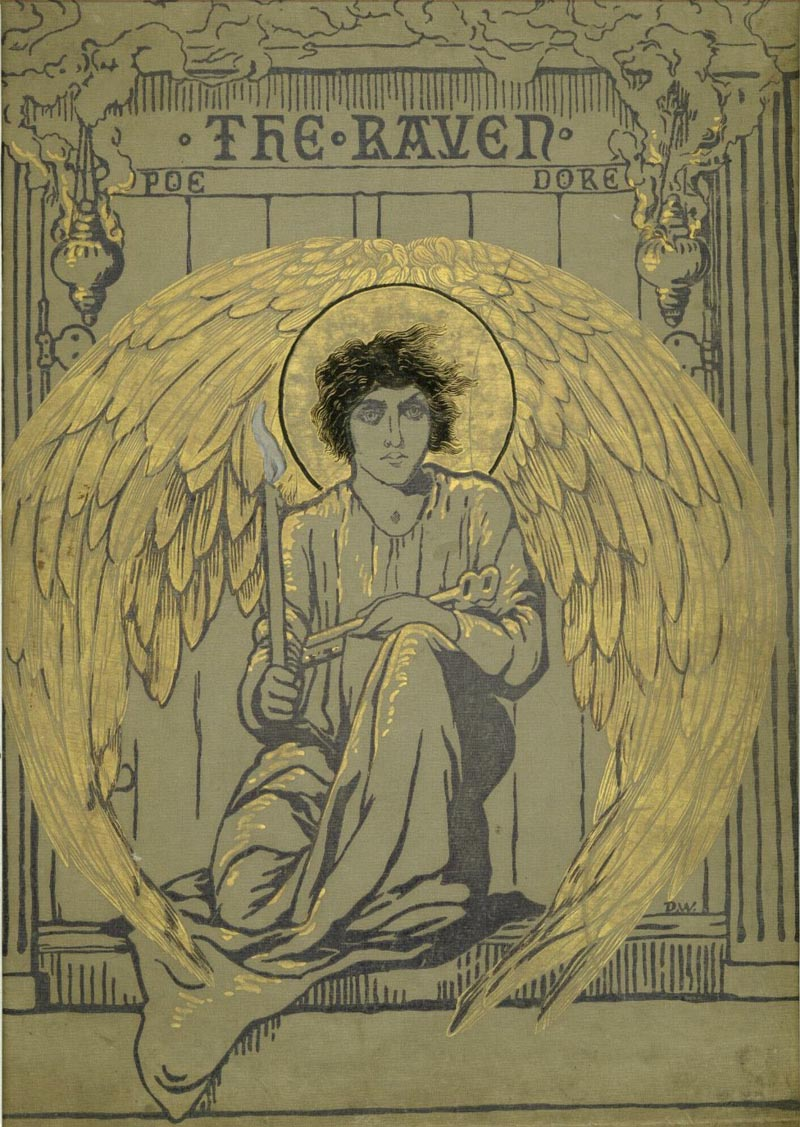
Einbandillustration von Gustave Doré zu The Raven, 1884

Der Rabe wurde in viele Sprachen übertragen. Die erste „europäische“ Übersetzung war eine französische, die von einem anonymen Übersetzer am 9. Januar 1853 im Journal d’Alençon erschien. Im selben Jahr folgte die erste Übersetzung von Charles Baudelaire, William Little Hughes und anderen.
Die erste deutsche Übersetzung stammt von Elise von Hohenhausen aus dem Jahre 1853 und erschien im Magazin für die Literatur des Auslandes. 1856 folgte eine weitere von Alexander Neidhardt im Archiv für das Studium der neueren Sprachen und Literaturen sowie im Jahr darauf die von Luise von Plönnies. Es folgten zahlreiche weitere Übertragungen darunter von Carl Theodor Eben (1864), Anna Vivanti-Lindau (1878), Hedwig Lachmann (1891), Theodor Etzel (1908), Otto F. Babler (1931), Hans Wollschläger (1966), Christa Schuenke (1996) und Andreas Nohl (2024).
Die erste Strophe lautet:
Once upon a midnight dreary, while I pondered, weak and weary,

Over many a quaint and curious volume of forgotten lore—

While I nodded, nearly napping, suddenly there came a tapping,

As of some one gently rapping, rapping at my chamber door.

“’Tis some visitor,” I muttered, “tapping at my chamber door—

Only this and nothing more.”
Die Übertragung von Wollschläger beginnt mit den Worten:
Einst, um eine Mittnacht graulich, da ich trübe sann und traulich

müde über manchem alten Folio lang vergess’ner Lehr’ –

da der Schlaf schon kam gekrochen, scholl auf einmal leis ein Pochen,

gleichwie wenn ein Fingerknochen pochte, von der Türe her.

„’s ist Besuch wohl“, murrt’ ich, „was da pocht so knöchern zu mir her –

das allein – nichts weiter mehr.“
Die der Originalversion bezüglich Inhalt und Reim am nächsten stehende Übersetzung stammt von Carl Theodor Eben, welcher den ersten Vers wie folgt übersetzte:
Mitternacht umgab mich schaurig, als ich einsam, trüb und traurig,

Sinnend saß und las von mancher längstverklung’nen Mähr’ und Lehr’ –

Als ich schon mit matten Blicken im Begriff, in Schlaf zu nicken,

Hörte plötzlich ich ein Ticken an die Zimmerthüre her;

„Ein Besuch wohl noch,“ so dacht’ ich, „den der Zufall führet her –

Ein Besuch und sonst nichts mehr.“
In der Übersetzung von Hedwig Lachmann lautet die erste Strophe folgendermaßen:
Eines Nachts aus gelben Blättern mit verblichnen Runenlettern

Tote Mären suchend, sammelnd, von des Zeitenmeers Gestaden,

Müde in die Zeilen blickend und zuletzt im Schlafe nickend,

Hört’ ich plötzlich leise klopfen, leise doch vernehmlich klopfen

Und fuhr auf erschrocken stammelnd: „Einer von den Kameraden,

Einer von den Kameraden!“
Die deutsche Lyrikerin, Schriftstellerin und Übersetzerin Maria Mathi fertigte eine Übertragung an, die 1954 in der bei Langewiesche-Brandt erschienenen Sammlung „Tausendmund, Europäische Balladen, Romanzen und Lieder“ abgedruckt wurde. Die erste Strophe der Übertragung Mathis lautet:
Als ich einst zur Geisterstunde, leidend an der Lebenswunde,

überdachte alter Kunde Weisheit, alter Weisheit Lehr’,

als ich, schläfrig, kaum vermochte, länger wachzubleiben, pochte

an die Tür es leise, pochte sanft wie einer Magd Begehr.

„Oh, da kommt noch ein Besucher“, dachte ich, „wo kommt er her,

– in der späten Nacht noch her?“

## Zitate
Oft zitierte Verse:
- “Once upon a midnight dreary…” (deutsch: „Einst, um eine Mittnacht graulich…“)
- “…on the Night’s Plutonian Shores…” (deutsch: „…in Plutos nächtger Sphär’…“)
- “Quoth the raven: Nevermore.” (deutsch: „Sprach der Rabe: Nimmermehr.“)
- “And my soul from out that shadow that lies floating on the floor Shall be lifted—nevermore!” (deutsch: „Und meine Seele soll sich erheben aus dem auf dem Boden schwebenden Schatten – nimmermehr.“)
- “Deep into the darkness peering, long I stood there, wondering, fearing, …” (deutsch: „Düster in das Dunkel schauend stand ich lange starr und grauend …“)

## Rezeption
Das Gedicht wurde vielfach in der Literatur und in der Populärkultur rezipiert.
In Harry Mulischs Roman Die Entdeckung des Himmels hält sich eine der Hauptfiguren, Onno Quist, einen Raben. Er gibt dem Vogel den Namen Edgar. Sein Rufen wird als „cras“, lateinisch „morgen“, gedeutet. In Neil Gaimans Roman American Gods antwortet einer der Raben Odins auf die Aufforderung “Say ‘Nevermore’” (deutsch: „Sag ‚Nimmermehr‘“) schlicht mit “Fuck you”. Auf Terry Pratchetts Scheibenwelt existiert „Sprach, der Rabe“ (orig. „Quoth the raven“), der das „N-Wort“ (im Original: „I do not do the N Word“) nicht aussprechen will.
Das in der National Football League spielende American Football Team der Stadt Baltimore, Maryland wurde zur Gründung am 29. März 1996 Baltimore Ravens benannt, zu Ehren des in Baltimore gestorbenen Edgar Allan Poe nach dessen Gedicht "The Raven". Bis zum Ende der Saison 2008 waren die kostümierten Raben Edgar, Allan und Poe die offiziellen Maskottchen des Teams.
Im Jahre 1935 entstand unter der Regie von Lew Landers der Film The Raven (dt. Verleihtitel: Der Rabe) mit Bela Lugosi sowie Boris Karloff in den Hauptrollen. Der Film enthält jedoch nur Anspielungen auf Poe, ohne eine Adaption des Gedichtes oder eines anderen Werkes zu sein.
1963 verfilmte der amerikanische B-Film-Regisseur Roger Corman das Gedicht unter dem Titel The Raven (deutsch Der Rabe – Duell der Zauberer) als absurde Fantasy-Komödie mit einer Besetzung aus den klassischen Horrorfilmdarstellern Vincent Price, Peter Lorre, Boris Karloff und unter anderem dem jungen Jack Nicholson.
1998 entstand eine Zeichentrickverfilmung des Gedichts. Die Coen-Brüder verwendeten das Gedicht in Ladykillers als roten Faden. Im gesamten Film und insbesondere in der Schlussszene sind Motive des Gedichts eingebaut. In der ersten Treehouse of Horror-Episode (Staffel 2, Episode 3) der Simpsons liest Lisa das Gedicht als Gruselgeschichte vor. Homer erscheint in der Rolle des Erzählers (im Original gesprochen von James Earl Jones), Bart in der Rolle des Raben, Maggie und Lisa als Engel und Marge als Lenore in Form zweier Ölgemälde. In dem Film The Crow – Die Krähe zitiert die Hauptfigur Eric Draven einen Teil des Gedichts. In Jacques Rivettes Film Die Geschichte von Marie und Julien heißt Juliens Katze Nevermore. In der Serie The Munsters gibt es einen Raben in der Kuckucksuhr, der immerzu „Nevermore“ von sich gibt.
2012 entstand unter der Regie von James McTeigue mit The Raven – Prophet des Teufels eine fiktionale Verfilmung der letzten Tage aus dem Leben Poes, deren Titel dem Gedicht entstammt. Jedoch hat der Film bis auf Raben als wiederkehrendes Filmelement keine Gemeinsamkeiten mit dem Gedicht. Die männliche Hauptrolle übernahm John Cusack.
Vermutlich vertonte der zwischen 1907 und 1930 in Paris in der Emigration lebende polnische Komponist Eugeniusz Morawski-Dąbrowa (1876–1948) als erster das Gedicht im Jahre 1911 unter dem Titel „Nevermore“. Uraufgeführt wurde das expressive 17-minütige Orchesterwerk zuerst 1924 in Warschau; es musste nach dem Zweiten Weltkrieg rekonstruiert werden, da Teile der Originalpartitur 1944 bei der Niederschlagung des Warschauer Aufstandes durch die deutsche Wehrmacht verbrannt waren.
Der Rabe wurde durch The Alan Parsons Project auf dem Album Tales of Mystery and Imagination und durch die Gruppe Omnia auf dem Album Alive! vertont. Auch Gregorian, Lou Reed, Grave Digger (auf dem Album The Grave Digger), Rotting Christ und Tristania verarbeiteten das Gedicht musikalisch. Der bekannte Hardstyle-DJ Pavo verarbeitet das Gedicht in seinem Titel Raven. Die Schweizer Folk-Metalband Eluveitie verarbeitete das Gedicht in ihrem Lied Quoth the raven vom Album Everything Remains as It Never Was.
Als The Raven – Monodrame pour mezzo-soprano et ensemble de 12 musiciens hat es der japanische Komponist Toshio Hosokawa komponiert, uraufgeführt im Juni 2012, konzertant in Brüssel und als szenische Version in Luxemburg.
Der Rabe Mortimer aus Joan Aikens 1972 begonnener Buchreihe mit Arabel und Mortimer spricht nur „Nevermore“ (deutsch: „Niemals mehr“).
Der US-amerikanische Profi-Wrestler Scott Levy baut sein Wrestling-Gimmick teilweise auf diesem Gedicht auf und benutzt dabei vor allem die Phrase “Quoth, the raven: Nevermore”.
Der Kurzfilm Vincent (1982) von Tim Burton baut ebenfalls auf dem Gedicht auf und endet mit dessen Schlusszeile.
Das Videospiel Eternal Darkness: Sanity’s Requiem beginnt mit dem Zitat “Deep into that darkness peering, long I stood there wondering, fearing, doubting …” (fünfte Strophe).
In den deutschen Fassungen der Donald-Duck-Comics trägt der Rabe der Hexe Gundel Gaukeley in Anlehnung an Poes Gedicht den Namen Nimmermehr (original „Ratface“, wörtlich: „Rattengesicht“).
Der Kabarettist Michael Feindler parodierte das Gedicht mit einem Gedicht Die Elster mit den wiederkehrenden Worten „immer mehr“.
Im Film Dead Zone, der sich an den gleichnamigen Roman von Stephen King anlehnt, zitiert die Hauptfigur Johnny Smith als Lehrer am Ende einer Schulstunde die letzte Strophe dieses Gedichtes. Im weiteren Verlauf des Filmes verliert auch er seine Liebe, nicht durch Tod, sondern durch sein langjähriges Koma als Folge eines Unfalls.
Das Gedicht wird auch in dem Roman Serge von Yasmina Reza zitiert.
Im Songtext des Stücks Everything will be fine der Einstürzenden Neubauen, das sich auf dem 2024 erschienenen Doppel-Album Rampen: apm (alien pop music) befindet, findet der Rabe Erwähnung („Der Rabe hat sein Lied verloren/Nevermore and never mourn“).

„Die Schönheit und der melancholische Klang dieses Gedichtes sind unbeschreiblich; sie dringen in unser tiefstes Herz – und dennoch, oder täuscht sich mein Gefühl? – weht uns in Pausen eine gewisse Kälte an; wir haben eine dunkle Empfindung, als suche der Dichter weniger nach harmonischem, als nach dem seltsamsten Ausdruck seines Schmerzes, als spiele er mit ihm. Und diese Ahnung wird durch ein Geständniß Poe's bestätigt, in dem er uns erzählt, dies bewunderungswürdige Gedicht sei nicht, in seiner Wesenheit, eine Eingebung des Genius, sondern eine klug gelöste Rechnenaufgabe, die sich sein Scharfsinn gestellt; Alles, vom Ende zum Anfang, die vorherrschende Empfindung wie die Zahl der Strophen, der Rabe wie die Pallasbüste, selbst der Refrain ‚nevermore‘ (‚meine Erwägungen,‘ behauptet Poe, ‚führten mich unvermeidlich auf das lange O als den klangvollsten Vocal, in Verbindung mit R, als dem Consonanten, der sich am gedehntesten aussprechen läßt‘) ist, wie der Amerikaner sagt, ‚Calcul‘.“